# Koko ga Rhodes da, Koko de Tobe!
Koko ga Rhodes da, Koko de Tobe! (ここがロドスだ、ここで跳べ!, Koko ga Rodosu da, Koko de Tobe!, lit. "Aqui está Rhodes, aqui você vai pular!") é o 6º álbum do AKB48.
Este álbum contará com singles lançados entre "Heart Electric" e "Kibouteki Refrain", as músicas "Ai no Sonzai" (do 4º documentário, The Time Has Come), "Sailor Zombie" (música-tema da série de mesmo nome), "Oshiete Mommy" (Otona AKB), "Reborn" (Team Surprise) e "Kyou Made no Melody" (música de graduação de Yuko Oshima).
A capa do álbum (em preto e branco) apresenta várias integrantes em frente a uma árvore, em uma referência a Sakura no Ki ni Narou e Sakura no Hanabiratachi. As versões Type A Limited, Type A Regular e Type B são em CD duplo (somente a versão Type A Limited vem acompanhado de um DVD com videoclipes) e conta com 13 músicas no CD1 e 12 músicas no CD2 (cada Type vem com 10 músicas inéditas e duas coupling songs). A versão Theater vem com as mesmas músicas do CD1, além de uma música inédita exclusiva. Ao todo, Koko ga Rhodes da, Koko de Tobe terá 38 músicas, sendo 21 inéditas.

## Sobre o Álbum
O anúncio do novo álbum foi feito durante o Handshake realizado a 2 de novembro de 2014, assim como o Request Hour Set List 1035. Em 17 de Dezembro, foi anunciado o nome do álbum e as músicas que farão parte. Será lançado em 3 formatos, sendo duas versões do Type A (Limited e Regular) e a Type B (Regular). O CD1 terá todos os singles lançados entre Heart Ereki e Kibouteki Refrain. Já o CD2 (Type A/B) terá músicas como Ai no Sonzai, Oshiete Mommy, Sailor Zombie e Kyou Made no Melody, além de músicas inéditas.
Devido ao 34º single do grupo possuir um nome longo, essa música (cuja center é Jurina Matsui) é também conhecida como "Kimi no Hohoemi wo Yume ni Miru" ou "Suzukake Nanchara". "Mae Shika Mukanee" (35º single) quebrou uma tradição no grupo, pois pela primeira vez desde "Seifuku ga Jama o Suru" o primeiro single do ano não seria do tema "Sakura" (por isso o HKT48 lançou posteriormente "Sakura, Minna de Tabeta"). Em 2014, não houve single do "Janken" pois a vencedora ganharia um single/concerto solo. Miyuki Watanabe foi a vencedora do 5º Torneio Janken e lança seu debut solo a 24 de dezembro de 2014.
Esse é o último álbum que tem a participação da integrante graduada Yuko Oshima, pois ela já havia participado dos singles A-Side "Heart Ereki" e "Mae Shika Mukanee" (lançados antes de sua graduação), além de "Kyou Made no Melody" (B-Side do single Labrador Retriever). "Reborn" (Team Surprise) foi o single resultante de um projeto em que os fãs (através do aplicativo Line) puderam escolher a melodia, figurino, capa do single, e até a center. Foi incluída como B-Side de Kibouteki Refrain e está entre as faixas do álbum.
Uma das faixas conta com a participação de Kenji Kitagawa (G48 Staff), do qual foi homenageado em uma das músicas do NMB48. É o primeiro álbum do AKB48 com uma participação de um integrante do Staff48 em uma música, pois os integrantes da Staff já apareceram algumas vezes antes nas lives de "Give Me Five" no AKB48 Theater, no Dai Soukaku Matsuri (como banda) e em uma versão de "Kokoro no Placard" e "Koisuru Fortune Cookie", dos quais podem ser vistos em seu canal do YouTube.

## Graduadas
As integrantes que se graduaram do AKB48 não estão creditadas no álbum mas participam do álbum pois alguns singles foram lançados anteriormente. Entre as graduadas estão: Yuko Oshima, Amina Sato, Haruka Katayama, Ayaka Kikuchi, Misato Nonaka e Mariko Tsukamoto.

## Tracklist

### CD 1 (Type A Limited/Type A Regular/Type B)
Todas as faixas escritas e compostas por Yasushi Akimoto. 
| CD1 (Type A/B) |                                                          |         |  |
| N.º            | Título                                                   | Duração |  |
| 1.             | "Kibouteki Refrain" (38º Single)                         | 4:51    |  |
| 2.             | "Labrador Retriever" (36º Single)                        | 4:50    |  |
| 3.             | "Reborn" (Team Surprise)                                 | 4:35    |  |
| 4.             | "Kimi no Hohoemi wo Yume ni Miru" (34º Single)           | 5:30    |  |
| 5.             | "Maeshika Mukanee" (35º Single)                          | 4:20    |  |
| 6.             | "Kimi no Hitomi wa Planetarium" (AKB48 Kenkyuusei)       | 5:08    |  |
| 7.             | "Futari wa Dekiteru" (Haruna Kojima, Kenji Kitagawa)     | 4:42    |  |
| 8.             | "Heart Ereki" (33º Single)                               | 4:56    |  |
| 9.             | "Kokoro no Placard" (37º Single)                         | 4:06    |  |
| 10.            | "47 no Suteki na Machi e" (Team 8)                       | 4:20    |  |
| 11.            | "Erande Rainbow" (Tentomu Chu!)                          | 4:21    |  |
| 12.            | "Koi to ka..."                                           | 4:40    |  |
| 13.            | "Ai no Sonzai" (Documentary of AKB48: The Time Has Come) | 3:48    |  |
| Duração total: | Duração total:                                           | 1:02:05 |  |

| Theater Edition |                                                             |         |  |
| N.º             | Título                                                      | Duração |  |
| 14.             | "Saisho no Ai no Monogatari" (Rina Kawaei e Juri Takahashi) | 3:45    |  |
| Duração total:  | Duração total:                                              | 1:05:50 |  |

### CD2 (Type A Limited/Type A Regular)
| CD2 (Type A)   |                                             |         |  |
| N.º            | Título                                      | Duração |  |
| 1.             | "Conveyor" (Yokoyama Team K)                | 4:10    |  |
| 2.             | "Seijun Philosophy" (Minegishi Team 4)      | 3:45    |  |
| 3.             | "Henachoko Support" (Team 8)                | 4:16    |  |
| 4.             | "Kanojo" (Sakura Miyawaki)                  | 4:05    |  |
| 5.             | "Downtown Hotel 100goo Jitsu"               | 3:15    |  |
| 6.             | "Sailor Zombie" (Milk Planet)               | 4:26    |  |
| 7.             | "Junjou Soda Sui" (Mayu Watanabe)           | 4:48    |  |
| 8.             | "Ai to Kanashimi no Jisa" (Sayaka Yamamoto) | 3:48    |  |
| 9.             | "Birth"                                     | 4:42    |  |
| 10.            | "7-Kaime no Les Miserables" (Haruna Kojima) | 6:01    |  |
| 11.            | "Oh Baby!" (Takahashi Team A)               | 4:15    |  |
| 12.            | "Koko ga Rhodes da, Koko de Tobe!" (AKB48)  | 4:50    |  |
| Duração total: | Duração total:                              | 52:32   |  |

### CD2 (Type B)
| CD2 (Type B)   |                                                              |         |  |
| N.º            | Título                                                       | Duração |  |
| 1.             | "Bokutachi no Ideology"                                      | 3:31    |  |
| 2.             | "To Go De" (Kuramochi Team B)                                | 4:26    |  |
| 3.             | "Oshiete Mommy" (Otona AKB48)                                | 4:24    |  |
| 4.             | "Setsunai Reply" (Rino Sashihara)                            | 4:18    |  |
| 5.             | "Panama Canal"                                               | 4:59    |  |
| 6.             | "Akai Pinheel to Professor" (Jurina Matsui)                  | 4:09    |  |
| 7.             | "Yowamushi Kemushi" (Yuki Kashiwagi)                         | 4:30    |  |
| 8.             | "Namida wa Atomawashi" (Minegishi Team 4)                    | 4:50    |  |
| 9.             | "All of You" (Minami Takahashi)                              | 3:28    |  |
| 10.            | "Tomodachi de Irareru Nara" (Haruka Shimazaki, Yui Yokoyama) | 4:35    |  |
| 11.            | "Kyou Made no Melody" (Yuko Oshima graduation song)          | 4:50    |  |
| 12.            | "Iki Tsuzukeru"                                              | 4:49    |  |
| Duração total: | Duração total:                                               | 52:44   |  |

### DVD (somente Type A Limited)
1. Juujun na Slave PV（Team A）
2. Hajimete no Drive PV（Team K）
3. Loneliness Club PV（Team B）
4. Me wo Aketa mama no First Kiss PV（Team 4）
5. 47 no Suteki na Machi e PV（Team 8）
6. Reborn PV（Team Surprise）

## Aparições na Mídia
- Kokoro no Placard: O videoclipe foi ao ar pela PlayTV, no programa Ichiban. Foi interpretado na abertura de alguns episódios do AKB48 SHOW! inclusive no episódio 43, cujo episódio especial é estrelado por Mayu Watanabe. Uma versão instrumental foi tocada no encerramento do episodio 75 do AKB48 SHOW! (06/06/2015), com Rino Sashihara apresentando.
- Reborn: Interpretado nos episódios 59 (24/01/2015) e 100 (16/01/2016) do AKB48 SHOW!
- Labrador Retriever: O videoclipe foi ao ar pela PlayTV, no programa Interferência Ichiban. Foi interpretada ao vivo por Mayu Watanabe durante o Natsu Matsuri em 26/07/2014. Foi interpretado nos episódios 29 e 30 do AKB48 SHOW e concorreu ao Grand Prix do Japan Record Awards 2014 mas perdeu para "RYUSEI" (Sandaime J Soul Brothers).
- Suzukake Nanchara: Foi a música mais votada do Request Hour Setlist 1035 2015, ficando em 1º lugar. Foi interpretada na abertura do episódio 08 do AKB48 SHOW! (23/11/2013).
- Sailor Zombie: Foi tema de abertura da série de TV homônima. Interpretada no episódio 43 do AKB48 SHOW! (13/09/2014) pela Milk Planet.
- Heart Ereki: Foi interpretada ao vivo por Jurina Matsui (com músicos convidados) no 3º AKB48 Kouhaku Taikou Utagassen. Também foi intepretada por Yuki Kashiwagi em um concerto solo realizado em 2013. Foi interpretado no episódio 04 do AKB48 SHOW! (26/10/2013).
- Ai no Sonzai: Música-tema do documentário The Time Has Come. Foi interpretada ao vivo com banda por Minami Takahashi e Akira Takasaki no 4º AKB48 Kouhaku Taikou Utagassen.
- Mae Shika Mukanee: Foi interpretado durante o Dai Soukaku Matsuri 2014 pelo Staff48, como uma banda. Também foi interpretado pela Yuko Oshima junto com a mesma banda durante um evento de agradecimento. Em 26/07/2014, durante o Natsu Matsuri, Minami Takahashi encerrou a série de concertos solo com esta música, interpretando-a com banda ao vivo.
- Kyou Made no Melody: Foi interpretada ao vivo no Music Station (21/03/2014) sendo essa a última aparição de Yuko Oshima no programa, como integrante do AKB48. Também aparece no episódio 36 do AKB48 SHOW! (12/07/2015) na segunda parte do especial sobre o documentário "The Time Has Come".